# Pałac Rheinbabenów
Pałac Rheinbabenów (pot. Zameczek, niem. Schloss Michalkowitz) – pałac z 1836 bądź 1870 roku, przebudowany w 1906/1907 roku (dobudowano wówczas oranżerię), w Siemianowicach Śląskich-Michałkowicach, wpisany do rejestru zabytków nieruchomych województwa śląskiego.

## Historia

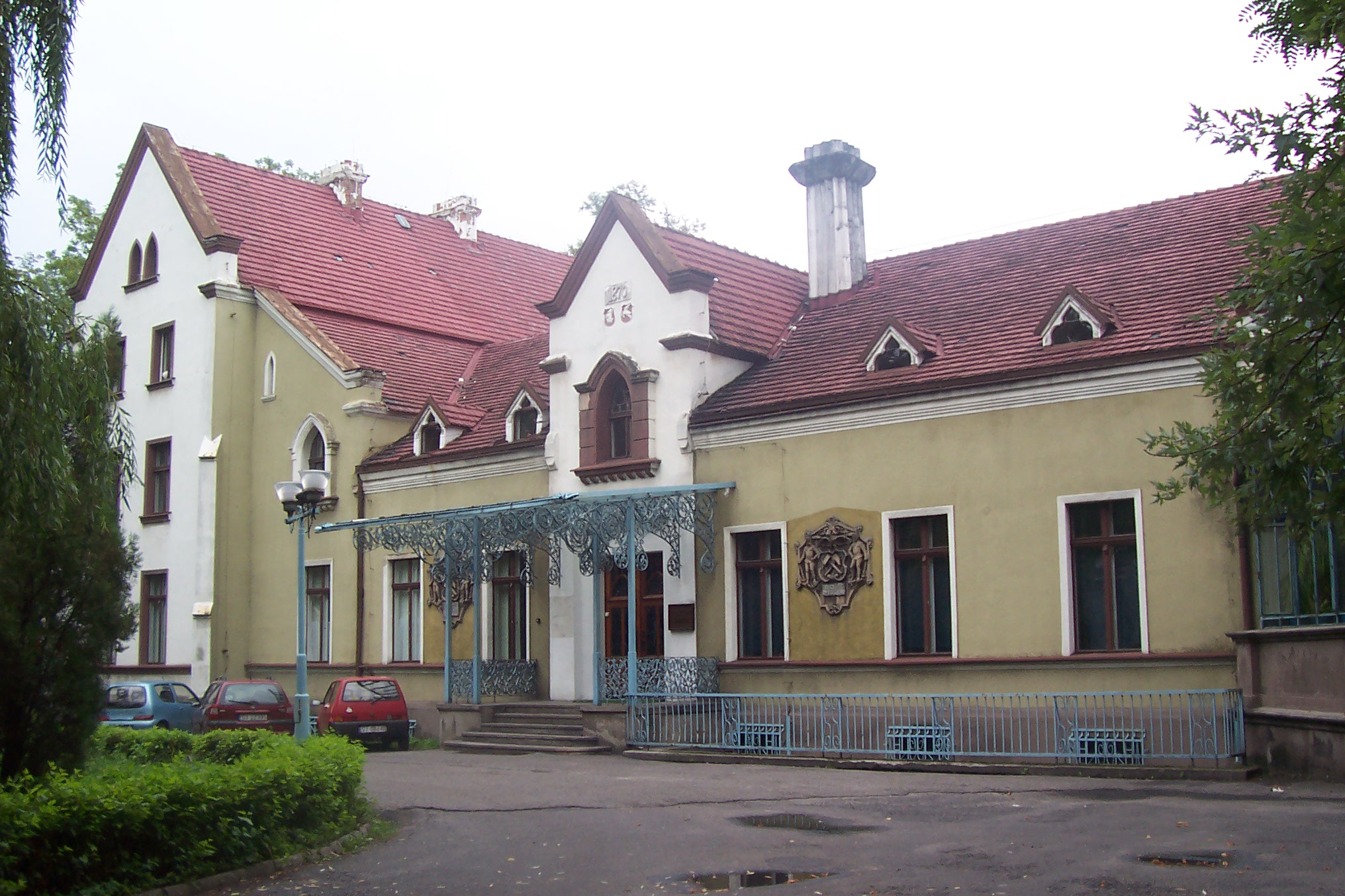
Elewacja frontowa pałacu przed rewitalizacją (w 2006 roku)

Pierwotny dwór w Michałkowicach był własnością rodu Mieroszewskich. Został zbudowany z drewna, z wyjątkiem murowanych fundamentów, jednak od XVI wieku był on wzmacniany poprzez budowanie murowanych pięter o kształtach kwadratu lub prostokąta, dobudowywanie parkanu oraz wieży wznoszącej się nad wrotami. W 1741 roku ostatni przedstawiciel rodu Mieroszewskich – Jan Krzysztof wydał swoją córkę za niemieckiego podporucznika z rodu Schwellengröbel. Michałkowice przeszły pod władanie rodu Schwellengröbel, a następnie Rheinbabenów.
Ród Rheinbabenów wzniósł pałac w 1836 bądź 1870 r.
W 1892 roku pałac nabył Hugo zu Hohenlohe-Öhringen. Budynek został przebudowany w 1906 lub 1907 roku – dodano oranżerię, którą zaprojektował Louis Dame.
Po II wojnie światowej właścicielem Zameczku stała się Kopalnia Węgla Kamiennego Michał, która przekształciła go w Zakładowy Dom Kultury. Następnie pałac podlegał kopalni węgla kamiennego Siemianowice. W 1986 roku obiekt przeszedł remont generalny. Od 2009 roku obiekt należy do gminy Siemianowice Śląskie, która walczyła kilkanaście lat ze spółką węglową na drodze sądowej o prawo własności do tego obiektu
Od stycznia 2016 roku XIX-wieczny pałac stał się oddziałem Siemianowickiego Centrum Kultury. W budynku mieści się sala lustrzana na 130 osób, oranżeria oraz kilka mniejszych pomieszczeń, w których znajdują się pracownie artystyczne. Głównym zadaniem placówki jest organizowanie i popularyzowanie zajęć dla dzieci, młodzieży oraz dorosłych w sekcjach artystycznych, edukacyjnych i sportowych we wszystkich obiektach SCK. W pałacu odbywają się koncerty, konferencje oraz imprezy kulturalne i okolicznościowe.
W latach 2017–2018 przeprowadzono pierwszy etap rewitalizacji obiektu, który został sfinansowany z budżetu miasta. W ramach prac m.in. odnowiono elewację, wymieniono pokrycie dachowe oraz stolarkę okienną.

## Architektura
Parterowy pałac został wzniesiony na planie prostokąta z cegły, elewacje zostały otynkowane. W centrum budynku znajduje się dwukondygnacyjny ryzalit, z boku ryzalit o trzech kondygnacjach, całość została nakryta dachami dwuspadowymi. Nad głównym wejściem umieszczono arabeskowe zadaszenie z żeliwa. Przed elewacją od strony parku znajduje się poprzedzony schodami taras.
We wnętrzach znajduje się m.in. sala kominkowa oraz sala balowa połączona z oranżerią.
Pałac jest otoczony przez rozległy park, obecnie miejski park Górnik, w którym znajduje się m.in. neogotycki dom leśniczego i ogrodnika.